# Будівництво 907 і ВТТ
Будівництво 907 і ВТТ — підрозділ системи виправно-трудових установ ГУЛАГ.
Час існування: організовано 23.08.47 (перейменовано з ВТТ і Будівництва КОМБІНАТУ № 7);

закрите між 02.04.49 і 15.04.49 (перейменований в Будівництво 447 і ВТТ).

## Підпорядкування і дислокація
- ГУЛПС (як наступник ВТТ і Будівництва КОМБІНАТУ № 7).

Дислокація: Естонська РСР, м. Усть-Нарва (нині Нарва-Йиесуу).

## Виконувані роботи
- обслуговування Буд-ва 907 ГУЛПС МВС,
- буд-во допоміжних виробництв на з-ді «Двигун», комб. № 7 (Завод зі збагачення урану в Сілламяе),
- робота на цегел. з-ді «Азері»,
- розширення та реконструкція кар'єра і каменеобробного з-ду.

## Чисельність з/к
- 01.09.47 — 9354,
- 01.01.48 — 11 185,
- 01.01.49 — 6319